# Спинрад, Хайрон
Хайрон Спинрад (англ. Hyron Spinrad, род. 17 февраля 1934, Нью-Йорк, США — 7 декабря 2015, Уолнат-Крик, США) — американский астроном. Почётный профессор Калифорнийского университета в Беркли.

## Биография
Родился в Нью-Йорке, США. После того, как его семья переехала в Калифорнию, получил диплом бакалавра по астрономии в Беркли. Далее отслужил два года в армии и поступил в аспирантуру в Беркли. Получил диплом доктора философии по астрономии в 1961 году за изучение звёздных популяций в ядрах галактик. После получения диплома занимался спектроскопическими исследованиями планет Солнечной системы в Лаборатории реактивного движения. Однако в 1964 году возвращается в Беркли.
Скончался в городе Уолнат-Крик (Калифорния, США) после продолжительной болезни.

## Членство в академиях
- Национальная академия наук США

## Награды
- 1986 — Премия Дэнни Хайнемана в области астрофизики, Американское астрономическое общество

## Названы в его честь
- Астероид 3207 Spinrad[6]